# Ignacio Contreras Flores
Ignacio Contreras Flores (13 de agosto de 1947). Es un político mexicano, miembro del Partido Revolucionario Institucional, es hijo de Ignacio Contreras Ocampo, reconocido activista social.
Contreras Flores es fundador de la Federación de Comerciantes Ricardo Flores Magón, de la cual fue presidente; más tarde constituyó el Movimiento Gremial Unificado, A.C., el cual aglutinó a casi la totalidad de los dirigentes del comercio en la vía pública del Distrito Federal durante la gestión de Oscar Espinoza Villarreal como jefe del Departamento del Distrito Federal.   
Fue elegido diputado federal a la LVI Legislatura de 1994 a 1997 en representación del XXXI Distrito Electoral del Distrito Federal y se caracterizó por ser el primer diputado del PRI en hacer una huelga de hambre en contra de la corrupción de las autoridades del gobierno de la Ciudad de México.
El liderazgo como historia de un gremio
Con un partido oficial, el PRI (casi único), que aun permanecía como instituto hegemónico al finalizar el siglo XX mexicano, la trinchera del movimiento social-gremial del comercio popular no podía concebirse sin un resguardo dentro del ámbito político partidista. Casi nada podía lograrse sin integrarse a este emblema.
Dentro de estos cauces alternativos de lucha que tuvieron muchos movimientos sociales, el organismo se constituyó al interior del denominado Sector Popular (Confederación Nacional de Organizaciones Populares, C.N.O.P) del Partido Revolucionario Institucional.
Con una década de crecimiento sostenido en el número de sus organizaciones y dirigentes aglutinados, el Mogún logró la histórica proeza de llevar ante el Poder Legislativo a un representante popular de extracción auténticamente gremial.
Su presidente fundador, Ignacio Contreras Flores, logró vencer estigmas y resistencias políticas de la clase priista. Mediante la movilización interna y la lucha política dentro del llamado Sector Popular, alcanzó la nominación a una candidatura uninominal suplente, que resultó triunfadora en la LV Legislatura de la Cámara de Diputados (distrito 17 de la Delegación Álvaro Obregón).
No fue sino hasta 1994, cuando este mismo dirigente, tras una larga hazaña y disputado proceso de lucha intestina, consiguió una nueva posición para los comerciantes. Logrando el triunfo que lo hizo llegar a una curul en la LVI Legislatura de la Cámara de Diputados, como representante popular por el Distrito XXXI de la Delegación Gustavo A. Madero.
Desde esa trinchera político-legislativa, el liderazgo del Mogún se consolidó a lo largo de la década de los noventa como una de las centrales gremiales más importantes de México y América Latina, pues el número de afiliados a las distintas organizaciones congregadas llegó a sumar más de 35 mil comerciantes del Distrito Federal y Área Metropolitana.
Diversos episodios quedaron plasmados para la historia de la ciudad capital y de los comerciantes populares. Especialmente el momento en que, “Nacho” Contreras, diputado federal, llevó a cabo una huelga de hambre (ver gráficos en galería) en contra de funcionarios extorsionadores y corruptos durante la administración de Oscar Espinoza Villarreal, Jefe del Departamento del Distrito Federal, durante el sexenio del Presidente Ernesto Zedillo Ponce de León.
Se realizó una larga protesta en pleno acceso a la jefatura del Departamento, con el Zócalo como testigo y la presión de todo un partido oficial que tomaba estas acciones como una afrenta y una traición al régimen priista de lealtades y disciplina ciega.
Medios de comunicación nacionales e internacionales dieron cobertura al acto inusitado de un legislador del partido oficial que logró derrocar a varios funcionarios de las Delegaciones Venustiano Carranza y Cuauhtémoc, antes de levantar su tienda de campaña.
Al cierre del siglo XX, en las filas del Movimiento se encontraban representados miles de comerciantes del Centro Histórico, así como de las delegaciones Cuauhtémoc, Venustiano Carranza, Gustavo A. Madero, Iztapalapa, Miguel Hidalgo, Azcapotzalco, Benito Juárez, Coyoacán y Álvaro Obregón, entre otras.
Prácticamente uno de cada tres vendedores del D.F. pertenecía a alguna organización congregada en el Mogún
- Datos: Q5913168